# Gerry Weber Open 2013
Gerry Weber Open 2013 — тенісний турнір, що проходив на трав'яних кортах у місті Галле, Німеччина з 10 червня. Належав до категорії ATP World Tour 250.

## Фінальна частина

### Одиночний розряд
Роджер Федерер —  Михайло Южний 6–7(5–7), 6–3, 6–4

### Парний розряд
Сантьяго Гонсалес /  Скотт Ліпскі —  Даніеле Браччалі /  Джонатан Ерліх 6–2, 7–6(7–3)